# Liste der Verwaltungseinheiten der Volksrepublik China nach Bevölkerungsdichte
Dies sind alle Provinzen, direktverwaltete Städte, autonomen Gebiete und Sonderverwaltungsgebiete der Volksrepublik China, sortiert nach ihrer Bevölkerungsdichte.

Bevölkerungsdichte nach dem Zensus von 2010:
<5 Einwohner/km^{2}
5–10 Einwohner/km^{2}
>10–20 Einwohner/km^{2}
>20–50 Einwohner/km^{2}
>50–80 Einwohner/km^{2}
>80–150 Einwohner/km^{2}
>150–200 Einwohner/km^{2}
>200–250 Einwohner/km^{2}
>250–300 Einwohner/km^{2}
>300–400 Einwohner/km^{2}
>400–500 Einwohner/km^{2}
>500 Einwohner/km^{2}
zwischen der Volksrepublik China und Indien umstrittene Gebiete (unter chinesischer Kontrolle)

Taiwan ist ausgenommen.
1. Macau – 22.309[1]
2. Hongkong – 7.060[2]
3. Shanghai – 3.922[3]
4. Peking – 1.334[3]
5. Tianjin – 1.194[3]
6. Jiangsu – 847,9[3]
7. Guangdong – 700,0[3]
8. Shandong – 643,8[3]
9. Zhejiang – 615,7[3]
10. Henan – 600,5[3]
11. Anhui – 436,3[3]
12. Hebei – 393,1[3]
13. Chongqing – 389,0[3]
14. Fujian – 335,7[3]
15. Hunan – 313,7[3]
16. Hubei – 310,9[3]
17. Hainan – 294,3[3]
18. Liaoning – 289,6[3]
19. Jiangxi – 270,7[3]
20. Shanxi – 222,8[3]
21. Guizhou – 218,9[3]
22. Guangxi – 210,8[3]
23. Shaanxi – 192,2[3]
24. Sichuan – 172,9[3]
25. Jilin – 126,5[3]
26. Yunnan – 123,2[3]
27. Ningxia – 108,5[3]
28. Heilongjiang – 67,37[3]
29. Gansu – 54,7[3]
30. Innere Mongolei – 20,05[3]
31. Xinjiang – 15,72[3]
32. Qinghai – 8,581[3]
33. Tibet – 3,028[3]